# Jonathan Demme
Jonathan Demme (Baldwin, 22 de febrer de 1944 - Ciutat de Nova York, 26 de abril de 2017) fou un director, productor i escriptor estatunidenc. Va guanyar un Oscar a la millor direcció el 1991 per la seva pel·lícula El silenci dels anyells. Jonathan Demme era cosí del també director Ted Demme, mort el 2002. També va dirigir Swing Shift (1984), Alguna cosa salvatge (1986), Married to the Mob (1988), Filadèlfia (1993) i Rachel Getting Married (2008).

## Biografia
Demme va néixer el 22 de febrer de 1944 a Baldwin, Nova York. Era fill de Dorothy Louise Rogers, i de Robert Eugene Demme, executiu de relacions públiques. Va viure a Rockville Center, Nova York i Miami, on es va graduar a la Southwest Miami High School, abans d'estudiar a la Universitat de Florida.

### Inicis al cinema
Demme es va iniciar en un llargmetratge per al productor de cinema Roger Corman, al principi de la seva carrera, coescrivint i produint Angels Hard as They Come (1971), una pel·lícula de motos basada en Rashōmon, i The Hot Box (1972). Després va passar a dirigir tres pel·lícules per a l'estudi de Corman, New World Pictures: Caged Heat (1974), Crazy Mama (1975), i Fighting Mad (1976). Després va dirigir la comèdia Handle with Care (originalment titulada Citizens Citizens) (1977) per a Paramount Pictures. La pel·lícula va ser ben rebuda pels crítics. però va tenir poca promoció. i va tenir un mal resultat a taquilla.
La propera pel·lícula de Demme, Melvin i Howard (1980), no va obtenir un llançament ampli, però va rebre una bona aclamació crítica, i va permetre que Demme dirigís a Goldie Hawn i Kurt Russell a Swing Shift (1984), un èxit per a Warner Bros. així com un vehicle comercial important per a Demme. Demme va acabar per renunciar al producte acabat, i quan la pel·lícula es va estrenar el maig de 1984, va rebre mala crítica.
Després, Demme es va allunyar de Hollywood per fer un documental sobre un concert de Talking Heads, Stop Making Sense (també 1984) que va guanyar el premi de la National Society of Film Critics al millor documental. Després dirigí Alguna cosa salvatge (1986), Swimming to Cambodia (1987) i Married to the Mob (1988). Demme va formar la seva companyia de producció, Clinica Estetico, amb els productors Edward Saxon i Peter Saraf el 1987. Es van establir a la ciutat de Nova York on va viure durant quinze anys.

### Darreres pel·lícules
Demme va guanyar un premi Oscar per El silenci dels anyells (The Silence of the Lambs) (1991), una de les tres pel·lícules que han guanyat en totes les categories importants (Millor Imatge, Millor Director, Millor Guió, Millor Actor i Millor Actriu). Posteriorment, inspirant-se en la malaltia de la sida del seu amic Juan Suárez Botas, i en les seves pròpies conviccions morals, Demme va utilitzar la seva influència per convertir Filadèlfia (1993), en una de les primeres grans pel·lícules on s'abordava el problema de la sida, i en la que Tom Hanks va aconseguir el seu primer Oscar al millor actor. També va codirigir (amb el seu nebot Ted) el vídeo musical de la "Streets of Philadelphia" de Bruce Springsteen, que guanyà l'Oscar a la millor cançó.
Posteriorment dirigí una adaptació de la novel·la de Toni Morrison del mateix nom, Beloved (1998), i va dirigir dos remakes de pel·lícules dels anys seixanta: The Truth About Charlie (2002), basada en Charade, que va protagonitzar Mark Wahlberg en el paper de Cary Grant; i The Manchurian Candidate (2004), amb Denzel Washington i Meryl Streep. Rachel Getting Married (2008) va ser comparada per molts crítics amb les pel·lícules de Demme de finals dels anys 70 i 80. Va ser inclosa en les llistes de la millor pel·lícula de 2008 i va rebre nombrosos premis i nominacions, inclosa la nominació a un Oscar a la millor actriu per Anne Hathaway. El 2010, Demme va fer la seva primera incursió al teatre, dirigint Family Week, una obra de Beth Henley. L'obra va ser produïda per MCC Theatre i la van protagonitzar Rosemarie DeWitt i Kathleen Chalfant.
Demme va morir a la seva llar de Manhattan el 26 d'abril de 2017, per complicacions d'un càncer d'esòfag i problemes de cor; tenia 73 anys.

## Filmografia
- Caged Heat (1974)
- Crazy Mama (1975)
- Fighting Mad (1976)
- Handle with Care (1977)
- L'enigma del Niagara (Last Embrace) (1979)
- Melvin and Howard (1980)
- Who Am I This Time? (1983)
- Torn de tarda (Swing Shift) (1984)
- Stop Making Sense (1984)
- Alguna cosa salvatge (Something Wild)  (1986)
- Swimming to Cambodia (1987)
- Haiti: Dreams of Democracy (1987)
- Casada amb tots (Married to the Mob) (1988)
- El silenci dels anyells (1991)
- Cousin Bobby (1992)
- Filadèlfia (1993)
- Beloved (1998)
- Storefront Hitchcock (1998)
- The Truth About Charlie (2002)
- The Agronomist (2003)
- The Manchurian Candidate (2004)
- Neil Young: Heart of Gold (2006)
- Man from Plains (2007)
- New Home Movies From the Lower 9th Ward (2007)
- La boda de la Rachel (2008)
- Neil Young: Trunk Show (2009)
- A Master Builder (2013)
- Ricki and the Flash (2015)